# Washburn (North Dakota)
Washburn ist eine Stadt im südlichen McLean County im US-Bundesstaat North Dakota. Die Stadt liegt am Oberlauf des Missouri River und ist der Verwaltungssitz des McLean Countys. Bei der Volkszählung 2020 betrug die Einwohnerzahl 1300.

## Geschichte
Washburn wurde 1882 in der Nähe des ehemaligen Fort Mandan gegründet, dem Lager der Lewis-und-Clark-Expedition im Winter 1804–1805. Die Stadt wurde 1883 als Verwaltungssitz des McLean Countys registriert. Sie wurde nach General Cadwallader C. Washburn benannt.
Washburn ist die Heimat des North Dakota Lewis and Clark Interpretive Center, dessen Schwerpunkt Fort Mandan ist. Das Center beherbergt eine maßstabsgetreue Nachbildung des Forts sowie eines der Kanus der Expedition.

## Wirtschaft und Infrastruktur
Washburn ist an den North Dakota Highway 200 (Alternate Route) angeschlossen und liegt an einer Bahnstrecke der Dakota, Missouri Valley and Western Railroad, die ausschließlich im Güterverkehr befahren wird.

## Persönlichkeiten
- Jean Baptiste Charbonneau (1805–1866), geboren in Fort Mandan, nahm als Kleinkind an der Lewis-und-Clark-Expedition teil
- Clint Hill (1932–2025), US-amerikanischer Agent, wuchs in Washburn auf